# Maxus (Automarke)

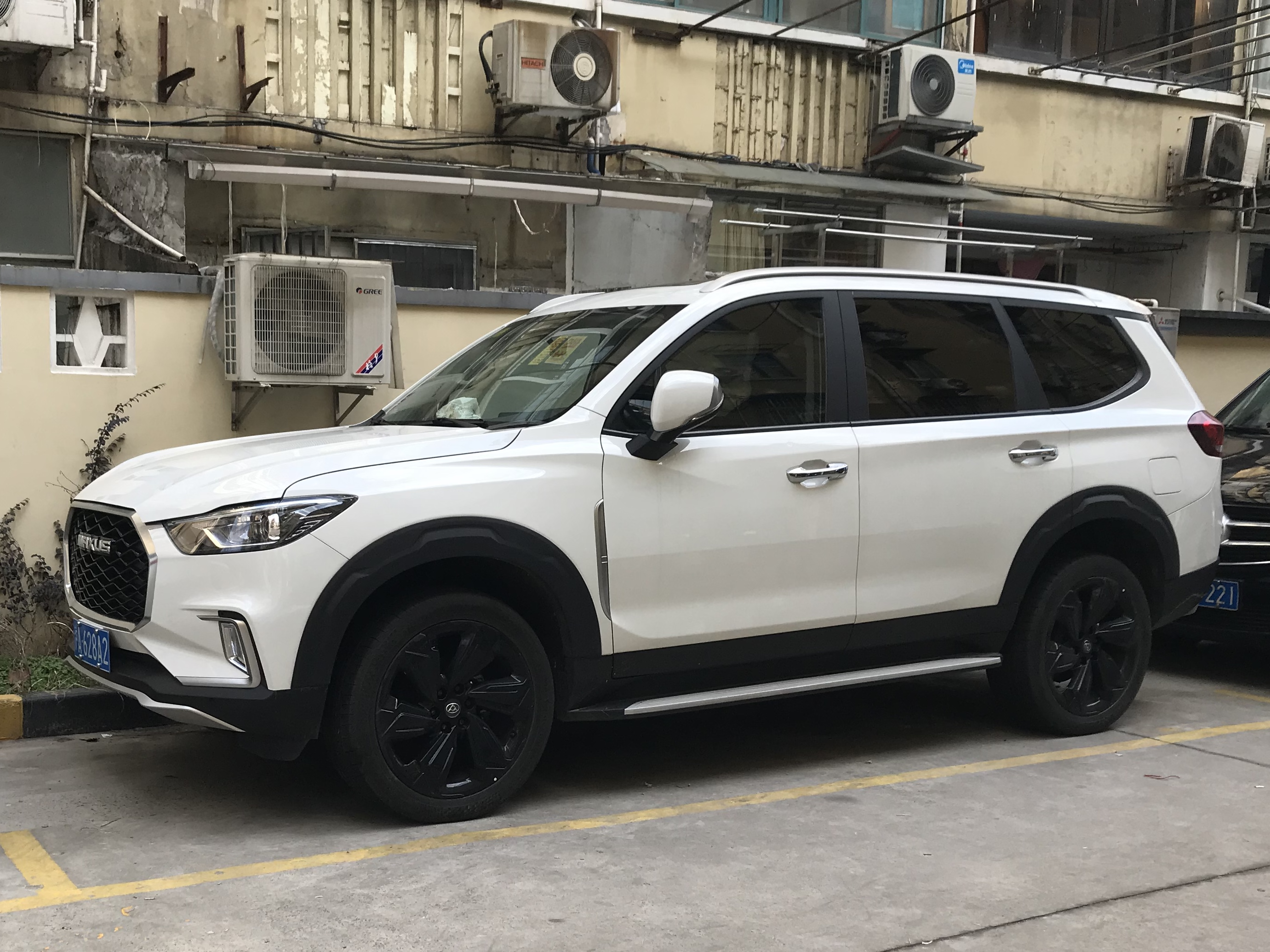
Maxus D90

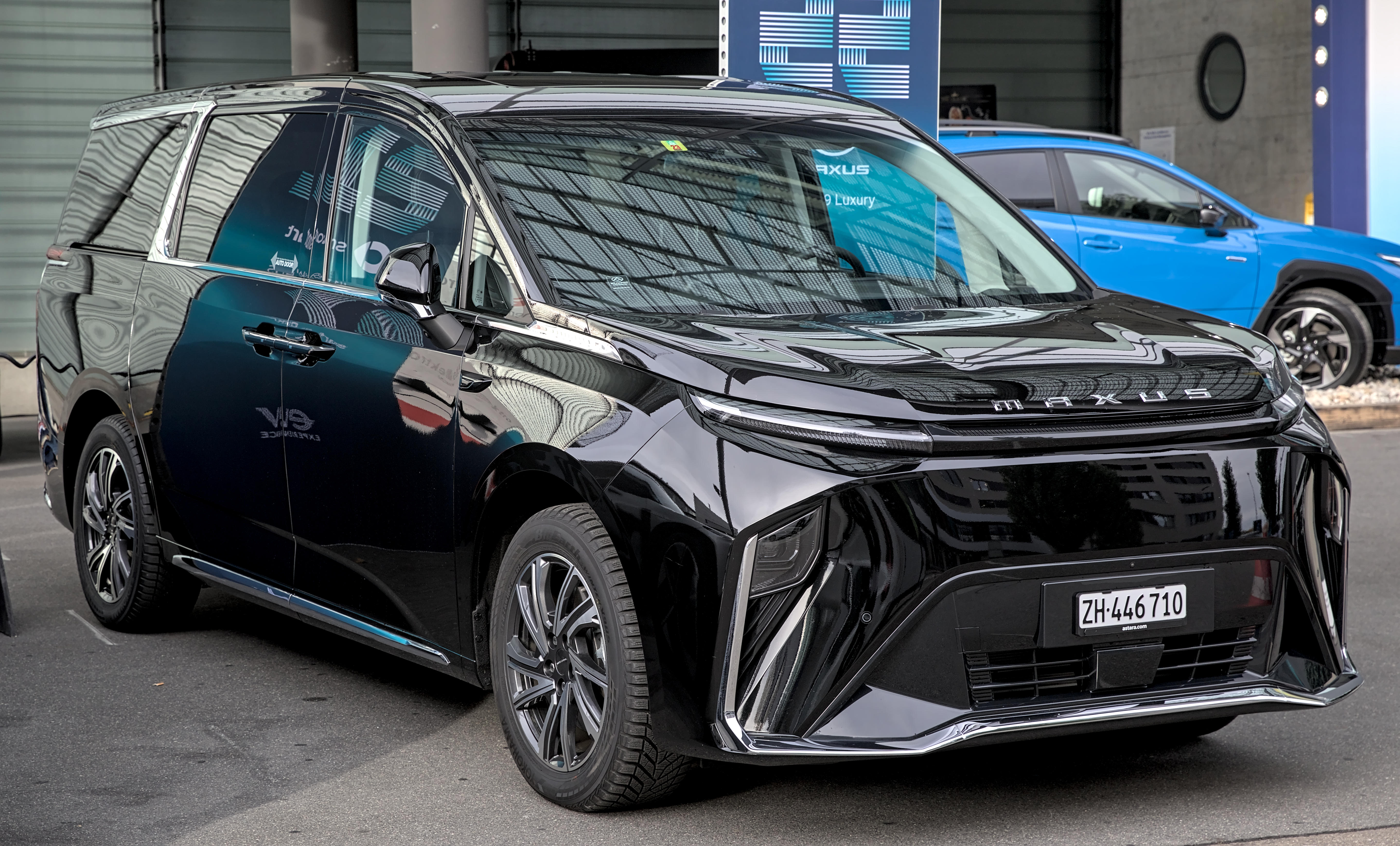
Maxus Mifa 9

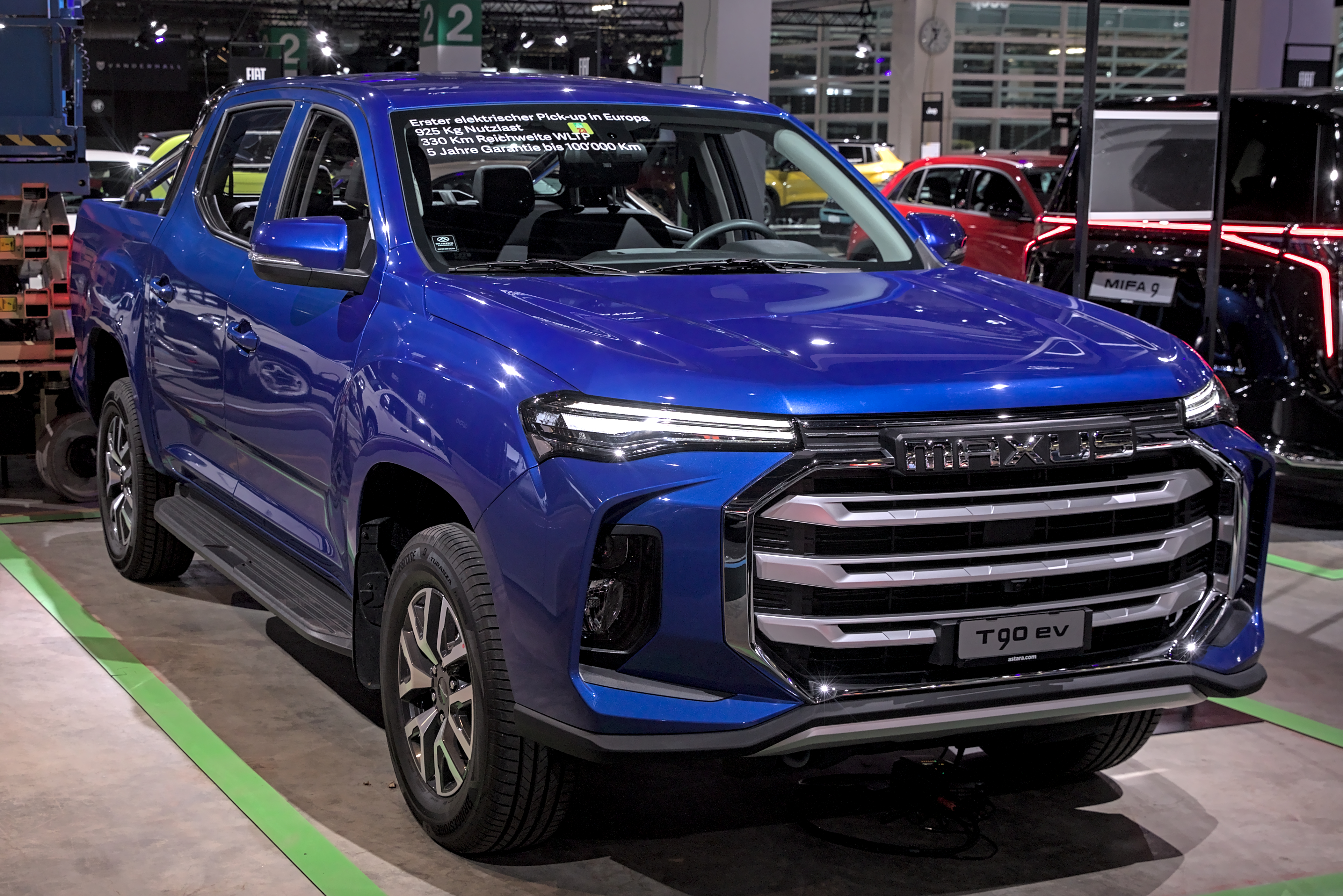
Maxus T90 EV

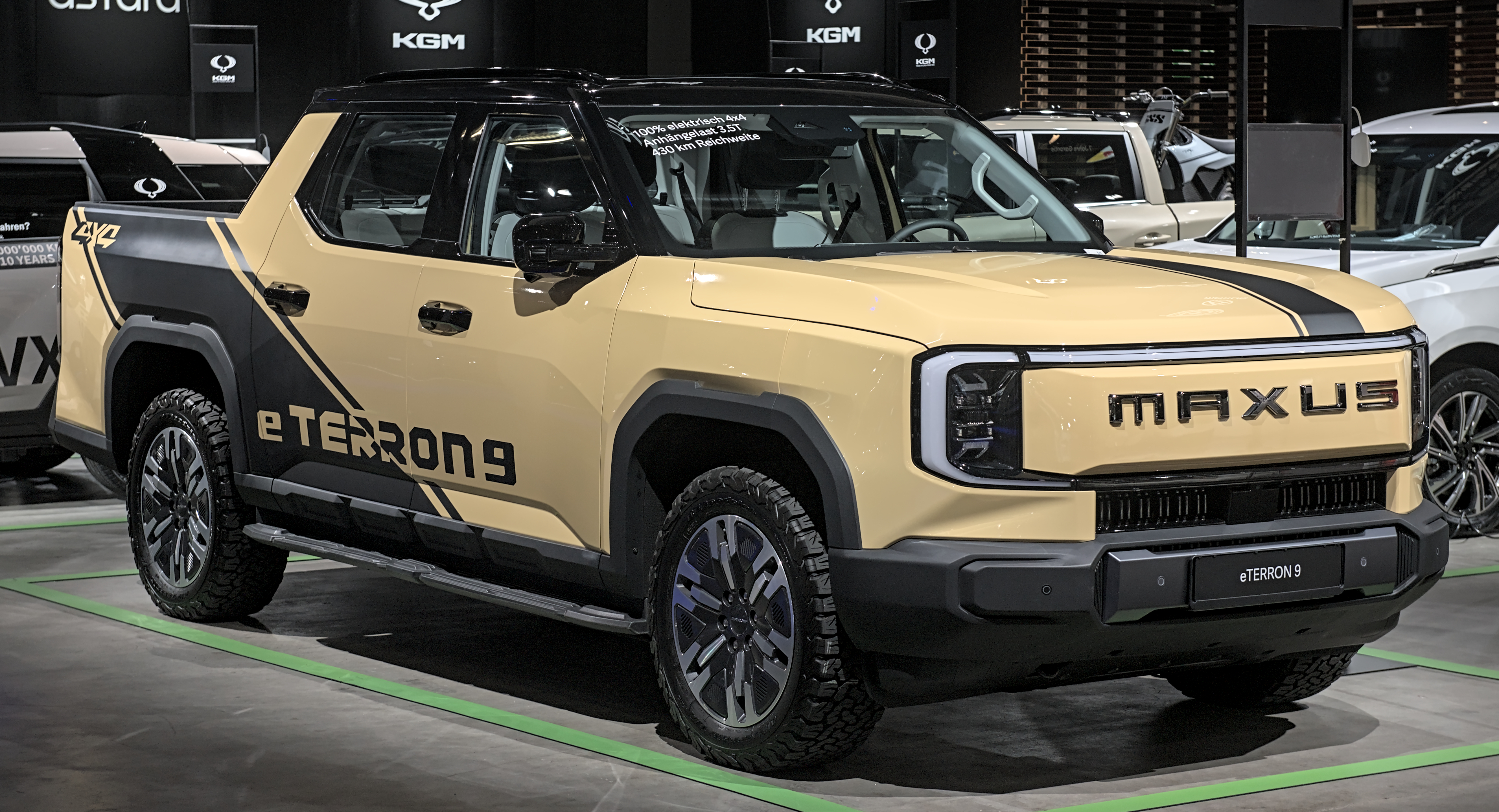
Maxus eTerron 9

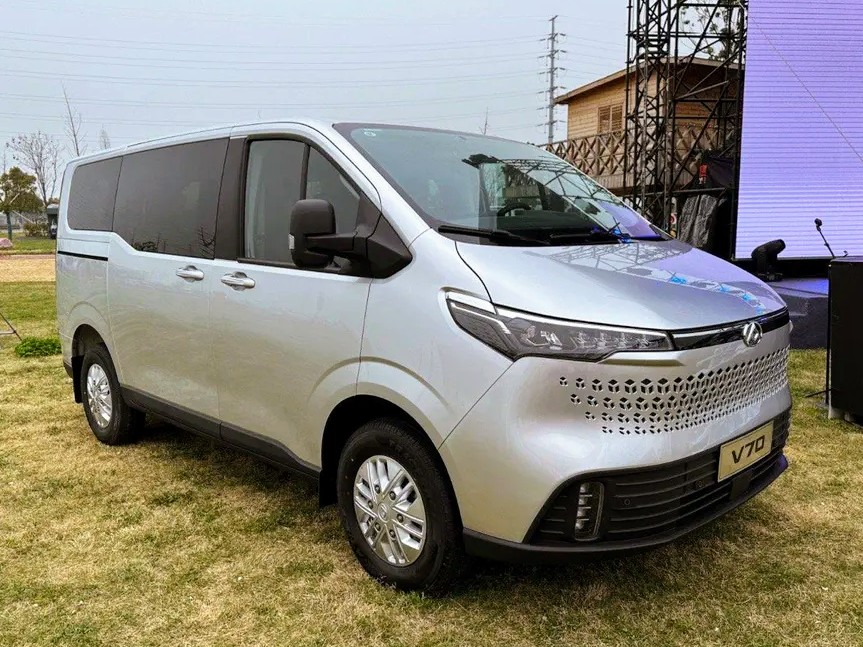
Maxus V70

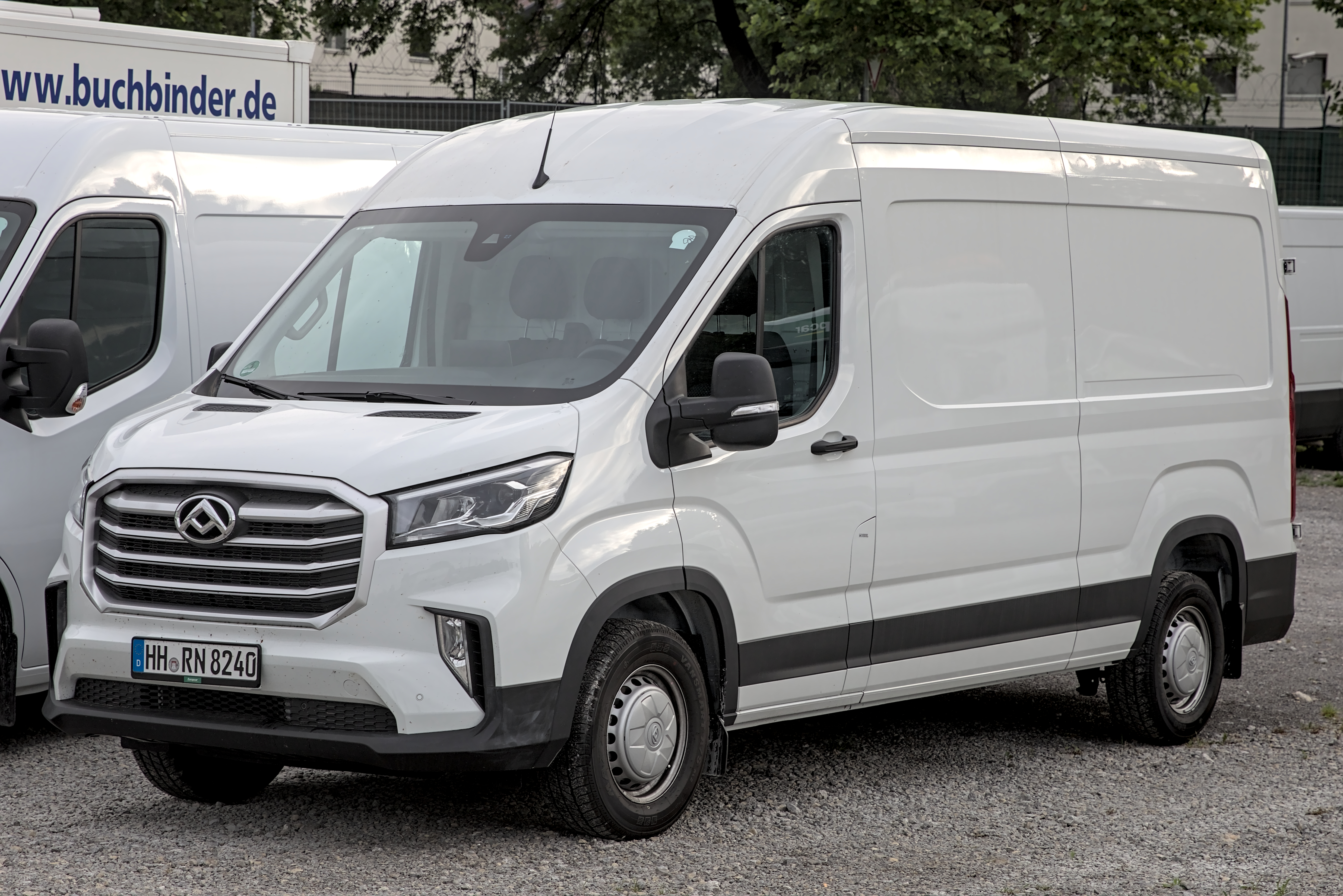
Maxus Deliver 9

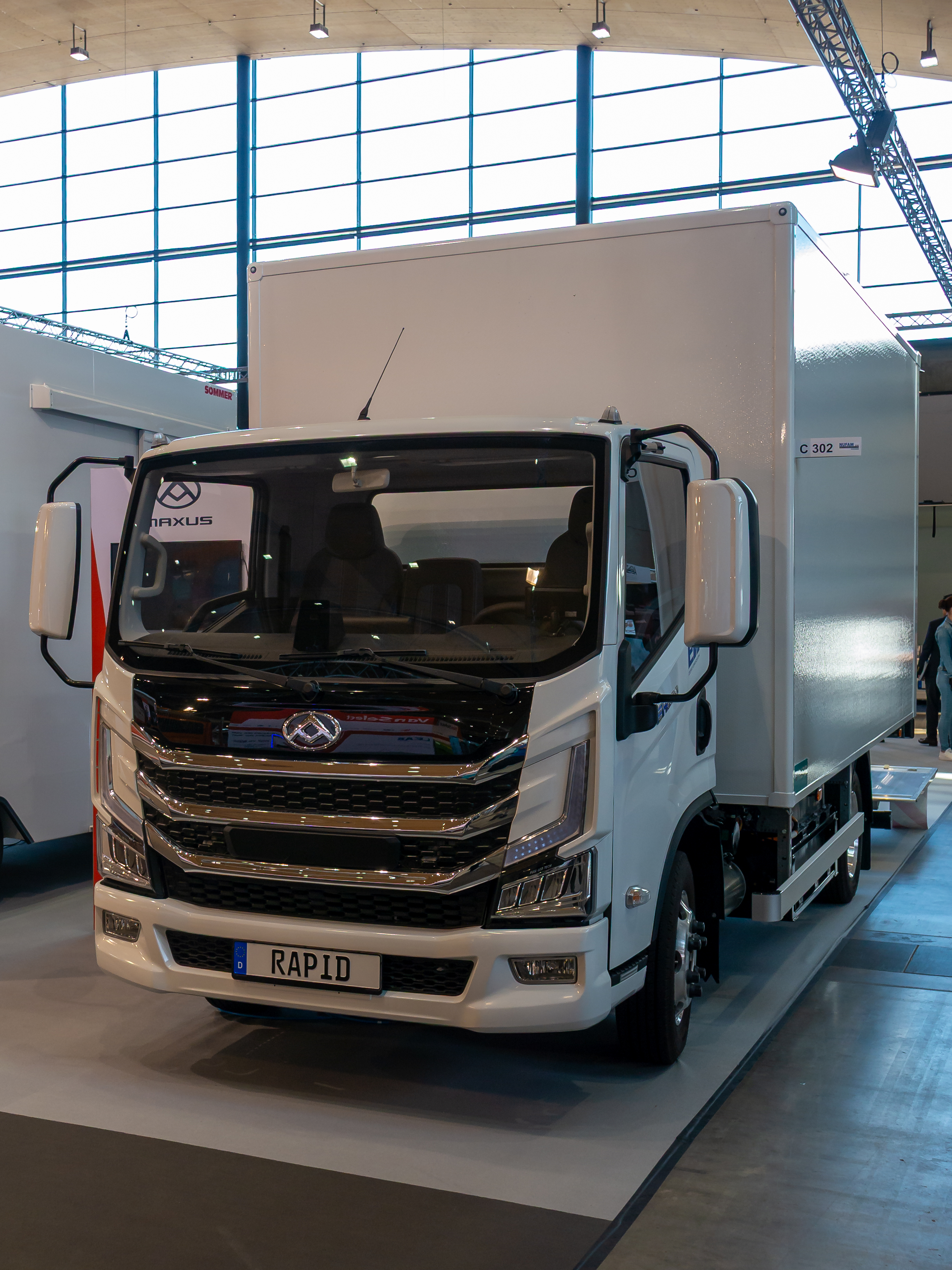
Elektrischer LKW EH300

Maxus ist eine Automarke aus der Volksrepublik China.

## Markengeschichte
Der Konzern SAIC Motor hatte 2010 den insolventen britischen Nutzfahrzeughersteller LDV Limited aufgekauft.  Eines der Modelle war der LDV Maxus. Am 28. Februar 2011 wurde die neue Marke Maxus angekündigt. Das erste Modell erschien im Juni 2011.
Hersteller ist je nach Quelle SAIC Maxus Automobile, SAIC Maxus Automotive (gegründet am 21. März 2011) oder SAIC Maxus Vehicles mit Sitz in Shanghai. Hauptsächlich entstehen Nutzfahrzeuge. 2016 wurde der erste Personenkraftwagen vorgestellt, der 2017 in Serienproduktion ging.
Exportiert wird nach: Deutschland, Österreich, Schweiz, Vereinigtes Königreich, Irland, Australien, Neuseeland, Fidschi, Chile, Kolumbien, Peru, Kuba Saudi-Arabien, Iran, Vereinigte Arabische Emirate, Libanon, Thailand, Indonesien, Singapur, Malaysia, Kenia, Südafrika, Mauritius und Algerien.

## Fahrzeuge
Im Sommer 2020 standen die folgenden Modelle im Sortiment: Die Sport Utility Vehicles D60, D90 (beide mit Ottomotor) und Euniq 6 (mit Elektromotor), die Vans G10, G20, G50 (alle mit Ottomotor) bzw. EG10 und Euniq 5 (beide mit Elektromotor), die Pick-ups T60 und T70 und die Kleinbusse bzw. Kastenwagen V80 und Deliver 9 (beide mit Ottomotor bzw. Dieselmotor) bzw. eDeliver 3 und EV80 (beide mit Elektromotor). Außerdem sind G10, V80 und Deliver 9 als Wohnmobil und V80 und Deliver 9 mit Spezialaufbauten erhältlich.
Pkw-Modellübersicht gemäß Zulassungszahlen in China:
- D60 seit Juli 2019[7]
- D90 seit August 2017[8]
- Euniq 6 auf Basis D60 mit Elektro- oder Hybridelektromotor seit April 2020[9]
- G10 seit 2014[10]
- G50 seit Dezember 2018[11]
- V80 als Pkw nur 2014 gelistet[12]

## Verkaufszahlen
Zwischen 2014 und 2022 sind in der Volksrepublik China insgesamt 298.146 Neuwagen von Maxus verkauft worden. Mit 60.538 Einheiten war 2019 das erfolgreichste Jahr.
| Jahr                             |      |  | Stück  |        |
| 2014                             | 2014 |  | 3.588  | 3.588  |
| 2015                             | 2015 |  | 13.985 | 13.985 |
| 2016                             | 2016 |  | 18.570 | 18.570 |
| 2017                             | 2017 |  | 31.834 | 31.834 |
| 2018                             | 2018 |  | 30.383 | 30.383 |
| 2019                             | 2019 |  | 60.538 | 60.538 |
| 2020                             | 2020 |  | 48.154 | 48.154 |
| 2021                             | 2021 |  | 55.879 | 55.879 |
| 2022                             | 2022 |  | 34.899 | 34.899 |
| Verkaufszahlen in China, Quelle: |      |  |        |        |

### Österreichische Post
Die Post hat österreichweit 10.000 Fahrzeuge in Betrieb und  erneuert jährlich etwa 1000 davon. Die Zustellflotte wurde Ende 2021 in Graz als Pilotprojekt auf Elektroantrieb umgestellt. Im Mai 2023 wurde bekannt, dass die Post 703 E-Kfz von Maxus im Wert von 22 Mio. Euro bestellt hatte. Maxus, seit Kurzem unter dem Dach von Händler Denzel (der auch die chinesischen Marken BYD und MG anbietet), hatte die Ausschreibung gewonnen. Zuvor waren E-Autos von Maxus schon in Ungarn getestet worden. Die Post will bis 2030 die „Letzte Meile“ der Zustellung gänzlich ohne Verbrenner bedienen.